# Zatolókino
Zatolókino - Затолокино (rus) és un poble de l'óblast de Penza. Rússia. El 2010 tenia 250 habitants.